# Petrocephalus valentini
Petrocephalus valentini is een straalvinnige vissensoort uit de familie van de tapirvissen (Mormyridae). De wetenschappelijke naam van de soort is voor het eerst geldig gepubliceerd in 2010 door Lavoué, Sullivan & Arnegard.